# 沙溪镇 (中山市)
沙溪镇，旧称隆都，是中国广东省中山市下辖的一个镇，位于中山市中西部。总面积55平方公里，户籍人口6.1万人，非户籍人口8万多人。沙溪镇下辖辖15个村和1个社区。沙溪镇的支柱产业是休闲服装业，2002年12月被中国纺织工业协会和中国服装行业协会联合授予“中国休闲服装名镇”称号。沙溪镇每年举办一届“中国休闲服装博览会”，是中国服装界最有影响的十大服装博览会之一。本地方言为隆都话，属于闽南语分支。

## 行政區劃
沙溪鎮下轄2個社區和27個村。
- 社區：匯源、溪角。
- 村：大同村、濠涌村、敦陶村、秀山村、沙平村、大石兜村、新石门村、新路村、豪吐村、龍瑞村、雲漢村、樂群村、龍聚環、龍頭環、聖獅村、象角村、嵐霞村、嶺後亭村、下澤村、中興村、申明亭村、厚山村、港園村、涌頭村、涌邊村、崗背村、水溪村、板尾園、歧亨村。

现辖：
汇源社区、康乐村、龙山村、龙瑞村、云汉村、乐群村、龙头环村、圣狮村、象角村、沙溪村、虎逊村、濠涌村、涌头村、中兴村、涌边村和港园村。

## 交通
105国道和 268省道穿境。

## 民俗
- 沙溪龙凤舞：圣狮村有着独特的凤舞民俗项目，每逢重大节日，与村里的舞龙一起盛妆出巡。
- 沙溪四月八：广东省非物质文化遗产代表性项目。

## 參閲
- 隆都